# Чоботы (Москва)
Чо́боты — посёлок в составе Москвы, на территории района Ново-Переделкино Западного административного округа.

## География
В северной части посёлка протекает река Сетунь. На юго-востоке расположено три пруда: Верхний, Средний, Нижний Чоботовский, а также Чоботовский ручей. С южной и юго-восточной стороны к посёлку примыкает Чоботовский лес.

## История
По мнению краеведов, название посёлка происходит от торговых людей, приезжавших в Москву с юго-западных земель России и ходивших в чёботах. Они останавливались здесь перед въездом в Москву.
При советской власти в Чоботах стали раздаваться участки для застройки, первыми их получили жители села Федосьино. В 1920—1930 годах в чоботовские дачи стали заселяться работники московских фабрик и заводов, которым давали здесь жилплощадь. На некоторых дачах открывались государственные учреждения. В домах помещика Леонова были открыты противотуберкулезный диспансер и санаторий. Сейчас на этой территории размещается авторемонтная мастерская и частные владения. На даче фабриканта Людкевича был открыт детский дом им. Савельева, закрытый в середине 1960-х годов.
После постановления о всеобщем обязательном начальном обучении, в одной из дач была открыта начальная школа. Перед началом войны было построено кирпичное двухэтажное здание, открывшееся 1 сентября 1941 года.
В 1946 года в состав Чобот был включён Городок Писателя, который в 1984 году, при вхождении Чобот в состав Москвы, был передан в черту новообразованного ДСК «Мичуринец».
22 мая 1984 года дачный посёлок вместе с другими населёнными пунктами был включён в состав Москвы, образовав новый район — Солнцевский. 12 сентября 1991 года в результате разделения Солнцевского района, посёлок Чоботы вошёл в состав муниципального округа Ново-Переделкино.
Название посёлка отражено в 13-ти улицах района Ново-Переделкино: Чоботовская, Чоботовский проезд и 11-ти Чоботовских аллей.

## Достопримечательности
- памятник архитектуры (федеральный) Дача Левенсона (1900 год, арх. Фёдор Шехтель, Чоботовский проезд, 4)

## Известные жители
- Евгений Самойлов
- Валерий Шумаков